# 岩佐千亜紀
岩佐 千亜紀（いわさ ちあき、1985年4月22日 - ）は、平成時代の日本の陸上競技選手。専門は100メートルハードル・走幅跳。群馬県伊勢崎市出身。

## 出身校
- 伊勢崎市立第三中学校
- 群馬県立伊勢崎女子高等学校（現群馬県立伊勢崎清明高等学校）
- 早稲田大学スポーツ科学部

## 略歴
- 2000年、全日本中学選手権三種競技Bで7位
- 2003年、日本ジュニア選手権で6m01をマークし優勝
- 同年、静岡国体で準優勝
- 2005年、南部忠平記念で7位
- 2008年度より群馬県教員[1]